# Asterios Polyp
Asterios Polyp é um romance gráfico, criado pelo quadrinista norte-americano David Mazzucchelli. O livro conta a história do professor que dá nome à obra, que tem sua casa destruída por um incêndio e reconstroi sua vida e sua forma de ver o mundo. O livro ganhou o prêmio de melhor romance gráfico no Los Angeles Times Book Prize, de melhor livro no Eisner Award e três troféus no Harvey Awards. Sua edição brasileira, publicada pela editora Quadrinhos na Cia, recebeu o Troféu HQ Mix de melhor edição especial em 2012.